# Oratorio di Santa Maria delle Grazie (Blenio)
La chiesa-oratorio di Santa Maria delle Grazie sorge a Sommascona, frazione del comune svizzero di Blenio.

## Storia
Fu edificato nella prima metà del secolo XVIII; il campanile è 1736.

## Descrizione
La facciata principale presenta un affresco raffigurante la Madonna della Cintola sulla nubi con due committenti della famiglia Rinaldelli, opera degli anni 1756-1759 di Carlo Antonio Biucchi di Castro.
L'interno, coperto da una volte a botte, custodiscenumerosi dipinti, un altare in marmo del 1730, con un'alzata dipinta sulla parete di fondo, e una statua lignea della Madonna del secolo XVIII. La cappella laterale, parte di un antico coro di un edificio quattrocentesco precedente, conserva affreschi della bottega di Giovanni Battista Tarilli di Cureglia ritoccati nel 1934 da Emilio Ferrazzini.